# 薛强
薛强（？—？），字威明，河东郡汾阴县（今山西省运城市万荣县）人，出自河东薛氏西祖，前秦、后秦官员。

## 生平
薛强的祖先从川蜀地区迁徙到河东郡汾阴县，因此定居在那里。薛强的父亲薛陶与族人薛祖、薛落等人分别统领部众，所以当时号称三薛。薛强又袭位统领部落，而薛祖、薛落的子孙暗劣昏愦，薛强于是总领三营。薛强从小就有大志，胸怀军国谋略，他善于安抚，百姓归附。薛强与北海王猛是志同道合的好友，桓温北伐进入关中时，王猛以平民的身份前去拜见。桓温说：“江东没有比得上您的人，三秦地区一定有许多奇人，像您这样的还有多少人？我想要他们和我一起回到南方。”王猛说：“您寻找与自己拨乱拯救时局的人，我的朋友薛威明正是此类。”桓温说：“我早就听说过他。”于是向薛强传达东晋朝廷的任命。薛强听说后，从商山前来拜见，和王猛一起被任命为军谋祭酒。薛强察觉到王猛虽然有大志却难成功业，就劝说王猛不要追随桓温，不久桓温就失败了。等到苻坚称帝，王猛被委以重任。前秦的平阳公苻融写信，准备派车马去征召薛强做官，王猛认为薛强不会屈就，苻融才取消了计划。等到苻坚到河东郡讨伐张平，亲自带了数百骑兵前往薛强的坞堡，要求与薛强相见。薛强让主簿责问苻坚，并借着机会慷慨激昂的说：“这座城最终也不会有活着投降的臣民，只有为节义而死的将士。”苻坚的将军们请求进攻，苻坚说：“等我平定了东晋，他自然会反绑双手来降。现在放过他以鼓励那些忠于君主的人。”后来苻坚攻打东晋，军队失败，薛强总领宗族的精兵，声威震撼河东和三辅，在陈川击败了慕容永。后秦姚兴听说后忌惮薛强，派遣使者携带重礼任命，薛强引导姚绪从龙门渡过黄河，进攻蒲阪，柳恭等人见大势已去，都请求投降。薛强后担任右光禄大夫、七兵尚书，封冯翊郡公，又转任左户尚书，在虚岁九十八的时候去世，后秦赠予辅国大将军、司徒公，谥号宣。

## 其他
《北史》河东薛氏的列传中，在《魏书》的基础上增补了一部分史料，其中提到薛强曾经与王猛商讨不要追随桓温。海南热带海洋学院人文社会科学学院李文涛副教授指出，在《晋书·苻坚载记》中，王猛是询问自己的老师要不要追随桓温，与《北史》不同，《晋书》“载记”部分取材自《十六国春秋》，司马光《资治通鉴》中就大量引用《十六国春秋》，薛强建议王猛不要见桓温一事，司马光在《资治通鉴》中并没有记载，清人在《十六国春秋辑补》有关王猛传记部分中也未采用，李文涛认为该事可信度并不高。李文涛认为《北史》中所增加河东薛氏的史料，《资治通鉴》并没有采用，可知其可信度并不高。参与修《晋书》的有河东薛强的后裔薛元超，《晋书》中有关河东薛氏的记载是可信的；《晋书》中没有记载薛强与王猛之间的关系，大致可以判断二者之间没有多大交集，故《北史》中增加河东薛氏
资料并不可靠，从《北史》有关河东薛氏增补情况来看，其所增加列传的史料主要表明河东薛氏是汉人后裔，但史料价值不高，基本不可信；研究北朝河东薛氏，史料还是以《晋书》、《魏书》为主。

## 家庭

### 祖父
- 薛兴，西晋尚书右仆射、冀州刺史、安邑庄公

### 父亲
- 薛陶，西晋梁州刺史、安邑忠惠公

### 儿子
- 薛辩，北魏并州刺史、大羽真、汾阴武侯